# 韦祖珍
韦祖珍（1912年—1982年10月11日），广西东兰人，中国人民解放军将领、中国人民解放军开国少将。

## 生平
1929年，参加中国工农红军。1931年，加入中国共产主义青年团，1932年，转入中国共产党。参加百色起义，曾任红七军连指导员，红一军团政治部保卫部科长，参加桂岭整编。1934年，参加长征。后任八路军一一五师晋西南支队保卫科长、军委总政治部保卫部副科长，八路军南下三支队二团政委，热辽纵队二十七旅政委，热东军分区副政委，第四野战军四十五军一三五师政委。
中华人民共和国成立后，任中国人民解放军军副政委、兵团政治部主任，空军军政委，福州军区空军政委，广州军区政委兼广西军区第二政委。1955年，授予中国人民解放军少将。1955年，被授予少将军衔。1982年10月11日，在南宁病逝。